# 安康站 (安坑輕軌)
安康站位於台灣新北市新店區吉安街與安和路口，為新北捷運安坑輕軌的捷運車站。本站與景文科大站之間的路段為安坑線地面段至高架段之過渡帶。

## 歷史
- 2023年2月10日，通車，試營運期間往十四張站方向的主正線軌道暫不使用[1][2]。
- 2023年3月6日，往十四張站方向的第二月台隨著營運開始有列車停靠。

## 車站構造
側式月台及島式月台各一座。

### 月台配置
本站共有3月台，第一月台為全程車，是往雙城方向；第二月台為區間車，是由本站往十四張方向，僅平日行駛；第三月台為全程車，從雙城往十四張方向。
| 地上 二樓             |                                                        |
| 側式月台，右側開門    |                                                        |
| 一月台                | ← 安坑輕軌（全程車） 往雙城方向（K05 景文科大站）      |
| 二月台                | 安坑輕軌（區間車） 往十四張方向（K07 陽光運動公園站）→ |
| 島式月台，左/右側開門 |                                                        |
| 三月台                | 安坑輕軌（全程車） 往十四張方向（K07 陽光運動公園站）→ |

| 地面 | 出入口 | 電扶梯、殘障電梯 |

## 車站出入口
| 出入口                             | 圖片 | 位置 |
| ---------------------------------- | ---- | ---- |
| 單一出入口 · 設有電梯 · 設有手扶梯 |      |      |
| 註： 設有電梯 \| 設有手扶梯        |      |      |

## 車站周邊
- 安坑交流道
- 新北市立安康高級中學
- 中信高級中等學校
- 新北市公共自行車租賃系統 輕軌安康站

## 轉乘資訊
站牌名為《輕軌安康站》
| 編號      | 經營業者          | 區間                           | 備註       |
| --------- | ----------------- | ------------------------------ | ---------- |
| 8         | 臺北客運          | 捷運新店站(新店路)－捷運景安站 |            |
| 202區間車 | 指南客運          | 錦繡－臺北科技大學             |            |
| 248       | 指南客運          | 錦繡－民生社區                 | 停駛       |
| 576       | 欣欣客運          | 新和國小(新和街)－天山公園     |            |
| 624       | 臺北客運          | 新店－西門                     |            |
| 897       | 指南客運          | 景文科技大學－板橋             |            |
| 897區間車 | 指南客運          | 景文科技大學－捷運景安站       |            |
| 905副線   | 指南客運          | 錦繡－民生社區                 | 例假日停駛 |
| 913       | 新店客運          | 錦繡山莊－松山機場             |            |
| 935       | 新店客運          | 錦繡山莊－臺北市政府           |            |
| 951       | 中興巴士 指南客運 | 汐止站－及人中學               |            |
| 橘1       | 指南客運          | 錦繡－捷運景安站               |            |
| 橘9       | 指南客運          | 錦繡－雙和醫院                 |            |

## 外部連結
- 安坑輕軌路線圖-新北大眾捷運股份有限公司 （页面存档备份，存于）
- 安坑輕軌車站-新北大眾捷運股份有限公司 （页面存档备份，存于）